# Wybory do Parlamentu Europejskiego w Bułgarii w 2007 roku
Wybory do Parlamentu Europejskiego w Bułgarii odbyły się 20 maja 2007 roku. Były to pierwsze tego typu wybory w tym kraju po akcesji Bułgarii do Unii Europejskiej 1 stycznia 2007 roku. Do podziału było 18 euromandatów. Poprzednio w Parlamencie Europejskim zasiadali reprezentanci nominowani przez bułgarski parlament. 
Uprawnionych do głosowania było 6,7 mln Bułgarów. O mandaty ubiegało się 218 kandydatów z 14 partii oraz dwóch kandydatów niezależnych. Otwartych było ponad 11,5 tysiąca lokali wyborczych, w których można było oddać głos między godziną 6.00 a 19.00 (5.00 a 18.00 czasu polskiego). Po raz pierwszy wprowadzone zostały ograniczenia dla Bułgarów zamieszkałych poza krajem. Aby głosować, musieli oni minimum dwa miesiące przed wyborami zamieszkiwać w Bułgarii albo innym kraju Unii Europejskiej. Na listach wyborczych znalazły się między innymi nazwiska pięciu byłych współpracowników służb specjalnych Bułgarii okresu komunistycznego. 
Frekwencja wyniosła 28,6%

## Wyniki
| Partia | Głosy   | %      | Mandaty |
| --- | ------- | ------ | ------- |
| Obywatele na rzecz Europejskiego Rozwoju Bułgarii                                                              | 419 301 | 21,69% | 5       |
| Europejska Platforma Socjalistyczna                                                                            | 414 050 | 21,41% | 5       |
| Ruch na rzecz Praw i Wolności                                                                                  | 391 711 | 20,26% | 4       |
| Ataka | 274 862 | 14.22% | 3       |
| Narodowy Ruch Symeon Drugi                                                                                     | 120 945 | 6.26%  | 1       |
| Związek Sił Demokratycznych                                                                                    | 91 503  | 4.73%  | 0       |
| Demokraci na rzecz Silnej Bułgarii                                                                             | 83 944  | 4.34%  | 0       |
| Koalicja Bułgarskich Socjaldemokratów (Partia Bułgarskich Socjaldemokratów, Polityczny Ruch "Socjaldemokraci") | 37,570  | 1.94%  | 0       |
| Narodowa Unia Agrarna                                                                                          | 29,742  | 1,54%  | 0       |
| Bułgarska Partia Komunistyczna                                                                                 | 18,394  | 0,98%  | 0       |
| Unia Wolnych Demokratów                                                                                        | 14,355  | 0.74%  | 0       |
| Partia Zielonych                                                                                               | 9,909   | 0.51%  | 0       |
| Civil Union for New Bulgaria                                                                                   | 9,374   | 0.48%  | 0       |
| Porządek, Prawo i Sprawiedliwość                                                                               | 9,123   | 0.47%  | 0       |
| Mariya Serkedzhieva (niezależna)                                                                               | 5,363   | 0.28%  | 0       |
| Nikola Ivanov (niezależny)                                                                                     | 2,775   | 0.14%  | 0       |